# 溫徹斯特M1893泵動式霰彈槍
溫徹斯特M1893（英語：Winchester Model (M) 1893，俗稱：Model 93或M93）是由著名的美國槍械設計師约翰·勃朗宁所設計、美国溫徹斯特連發武器公司所生產的第一款成功量產型泵動式、外置擊錘式霰彈槍，是溫徹斯特M1897發射黑火藥12鉛徑霰彈的原始型。

## 概述
該霰彈槍的設計者约翰·勃朗宁向來自溫徹斯特的客戶托馬斯·格雷·本內特（Thomas Gray Bennet）預測，泵動式系統將成為未來連發式霰彈槍的主流。他認為，當時市場上已有的斯賓塞與伯吉斯泵動式霰彈槍在零售商的需求很高。 
1890年，溫徹斯特從約翰·布朗寧購入了其專利原型（美國專利號441390 （页面存档备份，存于）），並通過公司內部的工程師對其進行了進一步的改進。經過改進的設計誕生了“溫徹斯特M1893”，並且正如型號之名，該型號於1893年投放市場。該槍發射的是使用黑火藥、藥筒長達25⁄8英寸（12/65）的霰彈，裝有外置式擊錘和「開放式」机匣頂部（後期型為右側頂部）的拋殼口，供彈方式是其槍管底部的5發內置式管式彈倉。
該槍的標準槍管長度為30英寸（762毫米）和32英寸（813毫米）。少部份為軍警方向的防暴版本。按照當時的習慣那樣，只要付出附加款項，還可於槍上裝上更好的設備。事實上，M1893曾在短暫的時間內廣受市場歡迎，但也很快就發現了M1893的缺點：1890年代中期，隨著新型無煙火藥彈藥出现並且迅速普及，使用無煙火藥彈藥會增加該槍材料疲勞、進而全毀的風險；同時很快暴露了該槍可歸因於它先天的缺陷（當初只為了發射黑火藥彈藥）。 
1897年，只生產了34,050枝以後，該槍便停止了生產，但這時序列號為34051的改進衍生型——裝有加固的槍身、發射23⁄4英寸（12/70）霰彈的溫徹斯特M1897就此開始生產。這是最暢銷的、裝有外置式擊錘的泵動式霰彈槍真正成功的故事的開瑞。 

## 外部連結
- U.S. Patent 441.390, Winchester 1893/1897 （页面存档备份，存于） vom 25. November 1890
- （英文）—GlobalSecurity.org – Military use of shotguns （页面存档备份，存于）
- （英文）—Antique Arms, Inc. - Rare Winchester Model 1893 Shotgun （页面存档备份，存于）
- （英文）—Antique Arms, Inc. - Winchester Model 1893 Shotgun --1st Year Production & Recall Survivor-- （页面存档备份，存于）
- （简体中文）—槍炮世界—温彻斯特1897型泵动霰弹枪 （页面存档备份，存于）（有提到温彻斯特1893型）